# Na, ez már Röfi!
A Na, ez már Röfi! (eredeti cím: Piggy Tales) 2014-től 2019-ig futott amerikai–kanadai–finn koprodukciós televíziós 3D-s számítógépes animációs gyurmasorozat, ami a Rovio Entertainment Angry Birds játéka és annak spin-offja, a Bad Piggies alapján készült. Műfaját tekintve kalandfilmsorozat és filmvígjáték-sorozat. A sorozatot 2014-ben mutatták be az Angry Birds saját platformján, a ToonsTV-n. Később az első évadot Pigs at Work néven egy második és Third Act néven egy harmadik évad követte, de egy negyedik évad is készült 4th Street néven. Magyarországon a Megamax tűzte műsorára.
2016 júniusára a sorozat összes részét együttvéve több mint 1 milliárdszor nézték meg a YouTube-on. 2016 októberére az Angry Birds Toons-al és az Angry Birds Stella-val együtt már több mint 200 országban adták.

## Epizódok

### Évados áttekintés
| Évad | Évad | Évadcím      | Évadcím           | Epizódok száma | Eredeti sugárzás  | Eredeti sugárzás                         |
| Évad | Évad | Angol        | Magyar            | Epizódok száma | Évadpremier       | Évadfinálé                               |
| ---- | ---- | ------------ | ----------------- | -------------- | ----------------- | ---------------------------------------- |
|      | 1    | Piggy Tales  | Na, ez már Röfi!  | 31             | 2014. április 11. | 2015. március 31.                        |
|      | 2    | Pigs at Work | Malacok a melóban | 26             | 2015. április 17. | 2016. március 1. (DVD) 2017. február 17. |
|      | 3    | Third Act    | Harmadik felvonás | 34             | 2016. június 3.   | 2017. február 3.                         |
|      | 4    | 4th Street   | Negyedik utca     | 30             | 2017. október 20. | 2017. december 22. (DVD) 2019. május 30. |

### 1. évad – Piggy Tales
| #   | #   | Eredeti cím         | Rendező(k)                     | Író(k)                                   | Eredeti bemutató     |
| --- | --- | ------------------- | ------------------------------ | ---------------------------------------- | -------------------- |
| 1.  | 1.  | Trampoline          | Erkki Lilja                    | Antoine Vignon, Erkki Lilja              | 2014. április 11.    |
| 2.  | 2.  | Roughnecks          | Chris Sadler                   | Chris Sadler                             | 2014. április 18.    |
| 3.  | 3.  | Abduction           | Erkki Lilja                    | Erkki Lilja                              | 2014. április 25.    |
| 4.  | 4.  | Teeter Trotter      | Remi Chapotot                  | Remi Chapotot                            | 2014. május 2.       |
| 5.  | 5.  | The Hole            | Chris Sadler                   | Chris Sadler                             | 2014. május 9.       |
| 6.  | 6.  | Push Button         | Remi Chapotot                  | Remi Chapotot                            | 2014. május 16.      |
| 7.  | 7.  | The Mirror          | Remi Chapotot                  | Remi Chapotot                            | 2014. május 23.      |
| 8.  | 8.  | Super Glue          | JP Saari                       | JP Saari                                 | 2014. május 30.      |
| 9.  | 9.  | Piggy in the Middle | Chris Sadler                   | Chris Sadler                             | 2014. június 6.      |
| 10. | 10. | Epic Sir Bucket     | Erkki Lilja                    | Erkki Lilja                              | 2014. június 13.     |
| 11. | 11. | Push-button Trouble | Remi Chapotot                  | Remi Chapotot                            | 2014. június 20.     |
| 12. | 12. | Sha-Zam!            | Remi Chapotot                  | Remi Chapotot                            | 2014. június 27.     |
| 13. | 13. | Puffed Up           | Chris Sadler                   | Chris Sadler, David Vinicombe            | 2014. július 4.      |
| 14. | 14. | Peekaboo!           | Remi Chapotot                  | Remi Chapotot                            | 2014. július 11.     |
| 15. | 15. | Up Or Down?         | Ville Lepisto                  | Ville Lepisto                            | 2014. július 18.     |
| 16. | 16. | Gloves              | Remi Chapotot                  | Remi Chapotot                            | 2014. július 25.     |
| 17. | 17. | Snooze              | Cesar Chevalier                | Cesar Chevalier                          | 2014. augusztus 2.   |
| 18. | 18. | Superpork           | Remi Chapotot                  | Remi Chapotot                            | 2014. augusztus 8.   |
| 19. | 19. | Cake Duel           | Remi Chapotot                  | Remi Chapotot                            | 2014. augusztus 15.  |
| 20. | 20. | Dr. Pork, M.D       | JP Saari                       | JP Saari, Sara Wahl                      | 2014. augusztus 22.  |
| 21. | 21. | Hog Hoops           | Remi Chapotot                  | Remi Chapotot                            | 2014. augusztus 29.  |
| 22. | 22. | The Cure            | Remi Chapotot                  | Remi Chapotot                            | 2014. szeptember 5.  |
| 23. | 23. | Up The Tempo        | Remi Chapotot                  | Remi Chapotot                            | 2014. szeptember 12. |
| 24. | 24. | Jammed              | Sara Wahl                      | Eric Guaglione, Sara Wahl                | 2014. szeptember 19. |
| 25. | 25. | Fly Piggy, Fly!     | Remi Chapotot                  | Remi Chapotot                            | 2014. szeptember 26. |
| 26. | 26. | The Game            | Ville Lepisto, Janne Roivainen | Ville Lepisto, Janne Roivainen           | 2014. október 3.     |
| 27. | 27. | The Catch           | JP Saari                       | JP Saari, Jenny Meissner, Jaakko Stenius | 2014. október 10.    |
| 28. | 28. | Snowed Up           | Cesar Chevalier, Chris Sadler  | Chris Sadler, David Vinicombe            | 2014. december 16.   |
| 29. | 29. | The Wishing Well    | Cesar Chevalier                | Erkki Lilja                              | 2015. március 17.    |
| 30. | 30. | Stuck In?           | Cesar Chevalier                | Gonzalo Diaz-Palacios, Cesar Chevalier   | 2015. március 24.    |
| 31. | 31. | It's a Wrap         | JP Saari                       | Joonas Rissanen, JP Saari                | 2015. március 31.    |

### 2. évad – Pigs at Work
A Pigs at Work alcímet viselő évad a munkát végző malacokra koncentrál.

| #   | #   | Eredeti cím          | Rendező(k)       | Író(k)                          | Eredeti bemutató                         |
| --- | --- | -------------------- | ---------------- | ------------------------------- | ---------------------------------------- |
| 32. | 1.  | Nailed it!           | Fabien Weibel    | Fabien Weibel                   | 2015. április 17.                        |
| 33. | 2.  | Lunch Break          | Philippe Rolland | Philippe Rolland                | 2015. április 24.                        |
| 34. | 3.  | Screw Up             | Philippe Rolland | Philippe Rolland                | 2015. május 1.                           |
| 35. | 4.  | Pile Up              | Fabien Weibel    | Fabien Weibel                   | 2015. május 8.                           |
| 36. | 5.  | Step 1               | Fabien Weibel    | Fabien Weibel                   | 2015. május 15.                          |
| 37. | 6.  | Jackhammered         | Philippe Rolland | Philippe Rolland                | 2015. május 22.                          |
| 38. | 7.  | Race Nut             | Philippe Rolland | Philippe Rolland                | 2015. május 29.                          |
| 39. | 8.  | Predicament in Paint | Philippe Rolland | Philippe Rolland                | 2015. június 5.                          |
| 40. | 9.  | Get the Hammer       | Fabien Weibel    | Fabien Weibel                   | 2015. június 12.                         |
| 41. | 10. | Fabulous Fluke       | Fabien Weibel    | Fabien Weibel                   | 2015. június 19.                         |
| 42. | 11. | Magnetic Appeal      | Philippe Rolland | Philippe Rolland                | 2015. június 26.                         |
| 43. | 12. | Porkatron            | Philippe Rolland | Philippe Rolland                | 2015. július 3.                          |
| 44. | 13. | Grand Opening        | Fabien Weibel    | Fabien Weibel                   | 2015. július 10.                         |
| 45. | 14. | Lights Out           | Philippe Rolland | Philippe Rolland                | 2015. július 17.                         |
| 46. | 15. | Tipping Point        | Philippe Rolland | Philippe Rolland                | 2015. július 24.                         |
| 47. | 16. | All Geared Up        | Philippe Rolland | Philippe Rolland                | 2015. július 30.                         |
| 48. | 17. | Dream House          | Eric Guaglione   | Javier Espinosa                 | 2015. augusztus 7.                       |
| 49. | 18. | Home Sweet Home      | Fabien Weibel    | Fabien Weibel                   | 2015. augusztus 14.                      |
| 50. | 19. | Mind The Gap         | Eric Guaglione   | Juanma Sanchez Cervantes        | 2015. augusztus 21.                      |
| 51. | 20. | Unhinged             | Fabien Weibel    | Ami Lindholm                    | 2015. augusztus 28.                      |
| 52. | 21. | Sticky Situation     | Fabien Weibel    | Fabien Weibel                   | 2015. szeptember 4.                      |
| 53. | 22. | Final Exam           | Fabien Weibel    | Fabien Weibel                   | 2015. szeptember 11.                     |
| 54. | 23. | Three Little Piggies | Philippe Roland  | Philippe Roland                 | 2015. szeptember 18.                     |
| 55. | 24. | Board to Pieces      | Eric Guaglione   | Eric Guaglione                  | 2015. szeptember 25.                     |
| 56. | 25. | Demohogs             | Eric Guaglione   | Stefano Camelli                 | 2016. március 1. (DVD) 2017. február 10. |
| 57. | 26. | Swine Symphony       | Eric Guaglione   | Eric Guaglione, Stefano Camelli | 2016. március 1. (DVD) 2017. február 17. |

### 3. évad – Third Act
A Third Act alcímet viselő évad egy Pig City-ben lévő színházban játszódik, és a malacoknak immáron az Angry Birds – A film-beli úgynevezett „kezeslábas” kinézetét használják. Az epizódok négy téma körül forognak: nyári sportok, iskola, Halloween és a többi ünnep.

| #               | #               | Eredeti cím       | Rendező(k)                       | Író(k)                                                                          | Eredeti bemutató     |
| --------------- | --------------- | ----------------- | -------------------------------- | ------------------------------------------------------------------------------- | -------------------- |
| Előzmény epizód | Előzmény epizód | Wrong Floor       | Meruan Salim                     | Meruan Salim, Kim Helminen, Sara Wahl                                           | 2016. június 3.      |
| 58.             | 1.              | Bouncing Buffoon  | Meruan Salim                     | Meruan Salim, Kim Helminen, Sara Wahl                                           | 2016. június 10.     |
| 59.             | 2.              | Up The Ladder     | Meruan Salim                     | Meruan Salim                                                                    | 2016. június 17.     |
| 60.             | 3.              | Sharpest Shooter  | Meruan Salim                     | Meruan Salim                                                                    | 2016. június 24.     |
| 61.             | 4.              | Snack Time        | Thomas Lepeska                   | Duncan Rochfort                                                                 | 2016. július 1.      |
| 62.             | 5.              | Batter Up         | Meruan Salim                     | Duncan Rochfort                                                                 | 2016. július 8.      |
| 63.             | 6.              | Magic Matchup     | Arnaud Janvier, Francois Dufour  | Arnaud Janvier, Francois Dufour                                                 | 2016. július 22.     |
| 64.             | 7.              | The Bubble Trick  | Arnaud Janvier, Francois Dufour  | Arnaud Janvier, Francois Dufour                                                 | 2016. július 29.     |
| 65.             | 8.              | Piggy Dive        | Thomas Lepeska                   | Thomas Lepeska, Meruan Salim, Stefano Camelli, Duncan Rochfort, Joonas Rissanen | 2016. augusztus 5.   |
| 66.             | 9.              | One Big Hurdle    | Meruan Salim                     | Joonas Rissanen                                                                 | 2016. augusztus 12.  |
| 67.             | 10.             | Piggy Vaulting    | Thomas Lepeska                   | Thomas Lepeska                                                                  | 2016. augusztus 19.  |
| 68.             | 11.             | Art School        | Arnaud Janvier, Francois Dufour  | Arnaud Janvier, Francois Dufour                                                 | 2016. augusztus 26.  |
| 69.             | 12.             | Chalk It Up       | Meruan Salim                     | Meruan Salim                                                                    | 2016. szeptember 2.  |
| 70.             | 13.             | School's Up       | Meruan Salim                     | Meruan Salim                                                                    | 2016. szeptember 9.  |
| 71.             | 14.             | Broken Chair      | Arnaurd Janvier, Francois Dufour | Arnaurd Janvier, Francois Dufour                                                | 2016. szeptember 16. |
| 72.             | 15.             | Hidden Talent     | Arnaurd Janvier, Francois Dufour | Arnaurd Janvier, Francois Dufour                                                | 2016. szeptember 23. |
| 73.             | 16.             | Hiccups           | Arnaurd Janvier, Francois Dufour | Arnaurd Janvier, Francois Dufour                                                | 2016. szeptember 30. |
| 74.             | 17.             | Let's Tango       | Thomas Lepeska, Meruan Salim     | Duncan Rochfort                                                                 | 2016. október 7.     |
| 75.             | 18.             | Scared Sick       | Meruan Salim                     | Duncan Rochfort                                                                 | 2016. október 14.    |
| 76.             | 19.             | Shadow Pig        | Arnaud Janvier, Francois Dufour  | Arnaud Janvier, Francois Dufour                                                 | 2016. október 21.    |
| 77.             | 20.             | Pumpkin Head      | Meruan Salim                     | Duncan Rochfort                                                                 | 2016. október 28.    |
| 78.             | 21.             | For Pig's Sake    | Thomas Lepeska, Meruan Salim     | Thomas Lepeska                                                                  | 2016. november 4.    |
| 79.             | 22.             | Remote Pig        | Meruan Salim                     | Duncan Rochfort                                                                 | 2016. november 11.   |
| 80.             | 23.             | Pig Interrupted   | Meruan Salim                     | Duncan Rochfort                                                                 | 2016. november 18.   |
| 81.             | 24.             | Light Dance       | Arnaud Janvier, François Dufour  | Arnaud Janvier, François Dufour                                                 | 2016. november 25.   |
| 82.             | 25.             | Pig Expectations  | Thomas Lepeska, Meruan Salim     | Duncan Rochfort                                                                 | 2016. december 2.    |
| 83.             | 26.             | Gift Wrapped      | Meruan Salim                     | Duncan Rochfort                                                                 | 2016. december 9.    |
| 84.             | 27.             | Holiday Song      | Meruan Salim                     | Kim Helminen                                                                    | 2016. december 16.   |
| 85.             | 28.             | Lost Piggy        | Thomas Lepeska, Meruan Salim     | Duncan Rochfort                                                                 | 2016. december 23.   |
| 86.             | 29.             | The Mime          | Meruan Salim, Thomas Lepiska     | Duncan Rochfort                                                                 | 2016. december 30.   |
| 87.             | 30.             | Snout On The Wall | Arnaud Janvier, François Dufour  | Arnaud Janvier, François Dufour                                                 | 2017. január 6.      |
| 88.             | 31.             | Re-Abduction      | Meruan Salim                     | Duncan Rochfort                                                                 | 2017. január 13.     |
| 89.             | 32.             | Ball Games        | Meruan Salim                     | Meruan Salim                                                                    | 2017. január 20.     |
| 90.             | 33.             | Slip Up           | Meruan Salim                     | Meruan Salim                                                                    | 2017. január 27.     |
| 91.             | 34.             | Final Curtain     | Meruan Salim                     | Duncan Rochfort                                                                 | 2017. február 3.     |

### 4. évad – 4th Street
A 4th Street alcímű évad 30 részből áll és a malacok utcai életét mutatja be. A premiert eredetileg 2017 elejére tervezték, de végül 2017 végére halasztották.

| #    | #   | Eredeti cím        | Rendező(k)                      | Író(k)                                                      | Eredeti bemutató     |
| ---- | --- | ------------------ | ------------------------------- | ----------------------------------------------------------- | -------------------- |
| 92.  | 1.  | Scary Fog          | Arnaud Janvier, François Dufour | Arnaud Janvier, François Dufour                             | 2017. október 20.    |
| 93.  | 2.  | Holiday Heist      | Meruan Salim                    | Duncan Rochfort                                             | 2017. december 16.   |
| 94.  | 3.  | Pig City Valentine | Meruan Salim                    | Joonas Rissanen                                             | 2018. február 10.    |
| 95.  | 4.  | Road Hog           | Arnaud Janvier, François Dufour | Arnaud Janvier, François Dufour                             | 2018. február 24.    |
| 96.  | 5.  | Slingshot Delivery | Meruan Salim                    | Chris Sadler                                                | 2018. március 10.    |
| 97.  | 6.  | Bad Signal         | Meruan Salim                    | Chris Sadler                                                | 2018. március 17.    |
| 98.  | 7.  | Egg Hunt           | Arnaud Janvier, François Dufour | Duncan Rochfort                                             | 2018. március 24.    |
| 99.  | 8.  | Hoop and Loop      | Arnaud Janvier, François Dufour | Arnaud Janvier, François Dufour                             | 2018. március 31.    |
| 100. | 9.  | Cops N' Robbers    | Meruan Salim                    | Duncan Rochfort                                             | 2018. április 7.     |
| 101. | 10. | Hard Days Light    | Meruan Salim                    | Chris Sadler                                                | 2018. április 11.    |
| 102. | 11. | Branched Out       | Arnaud Janvier, François Dufour | Arnaud Janvier, François Dufour                             | 2018. április 14.    |
| 103. | 12. | Piggin' String     | Arnaud Janvier, François Dufour | Arnaud Janvier, François Dufour                             | 2018. április 21.    |
| 104. | 13. | Pork Brigade       | Meruan Salim                    | Duncan Rochfort                                             | 2018. április 25.    |
| 105. | 14. | Getaway Loot       | Meruan Salim                    | Elia Morettini, Duncan Rochfort, Chris Sadler, Meruan Salim | 2018. április 28.    |
| 106. | 15. | Muffin Master      | Arnaud Janvier, François Dufour | Arnaud Janvier, François Dufour                             | 2018. május 12.      |
| 107. | 16. | Well Done          | Arnaud Janvier, François Dufour | Arnaud Janvier, François Dufour                             | 2018. május 19.      |
| 108. | 17. | Green and Furious  | Meruan Salim                    | Chris Sadler                                                | 2018. július 21.     |
| 109. | 18. | Dream Dog          | Arnaud Janvier, Francois Dufour | Arnaud Janvier, Francois Dufour                             | 2018. július 25.     |
| 110. | 19. | Dodge and Deliver  | Meruan Salim                    | Chris Sadler, Duncan Rochfort, Meruan Sali                  | 2018. szeptember 8.  |
| 111. | 20. | Ramp Champ         | Arnaud Janvier, François Dufour | Arnaud Janvier, François Dufour, Meruan Salim               | 2018. szeptember 29. |
| 112. | 21. | Ghost Hog          | Meruan Salim                    | Duncan Rochfort                                             | 2018. október 27.    |
| 113. | 22. | Slam Punk          | Meruan Salim                    | Duncan Rochfort, Meruan Salim                               | 2018. november 8.    |
| 114. | 23. | Joyful Jingle      | Arnaud Janvier, François Dufour | Arnaud Janvier, François Dufour                             | 2018. december 12.   |
| 115. | 24. | Happy New Pig      | Arnaud Janvier, François Dufour | Arnaud Janvier, François Dufour                             | 2018. december 25.   |
| 116. | 25. | Doorbell Symphony  | Arnaud Janvier, François Dufour | Arnaud Janvier, François Dufour                             | 2018. december 29.   |
| 117. | 26. | Getaway Graffiti   | Arnaud Janvier, Francois Dufour | Joonas Rissanen, Ulla Junell                                | 2019. február 19.    |
| 118. | 27. | Light Riders       | Meruan Salim                    | Chris Sadler                                                | 2019. március 5.     |
| 119. | 28. | Post No Pigs       | Arnaud Janvier, François Dufour | Arnaud Janvier, François Dufour                             | 2019. április 9.     |
| 120. | 29. | Snout Invasion     | Meruan Salim                    | Duncan Rochfort                                             | 2019. április 25.    |
| 121. | 30. | Pigs Can Fly       | Meruan Salim                    | Meruan Salim                                                | 2019. május 30.      |